# 嗜酸性粒細胞
嗜酸性粒细胞（英語：Eosinophil, Eosinocyte 或 Acidophil，全稱 Eosinophilic granulocyte）是粒细胞中含有嗜酸性颗粒的一种，其他两种是中性粒细胞和嗜碱性粒细胞。
嗜酸性粒细胞（eosinophil）有微弱的吞噬能力，但因缺乏溶菌酶，故基本上无杀菌作用。其主要功能有：1、抑制嗜碱性粒细胞在速發型超敏反应中的作用。当嗜碱性粒细胞被激活时，释放催化因子，使嗜酸性粒细胞聚集于该病变局部，进而嗜酸性粒细胞从三方面发挥作用：一是产生和释放前列腺素E，抑制嗜碱性粒细胞合成和释放生物活性物质；二是吞噬嗜碱性粒细胞排出的颗粒，使其不能发挥作用；三是释放组胺酶等，破坏嗜碱性粒细胞所释放的组胺等活性物质。2、参与对蠕虫的免疫反应。嗜酸性粒细胞可借助抗体和补体黏着在蠕虫上，释放颗粒内所含酶类，损伤虫体。因此，超敏反应或某些寄生虫感染时，常伴血液中嗜酸性粒细胞数目的升高。
其吞噬能力不如嗜中性球，主要功能是調節過敏反應，和發現寄生蟲感染時就會活性化並攻擊。
正常人体中的嗜酸性粒細胞一般占白细胞总数的0~1%，超过此数则为嗜酸性粒细胞增多症，通常意味着机体功能异常或是疾病。

## 附加圖片

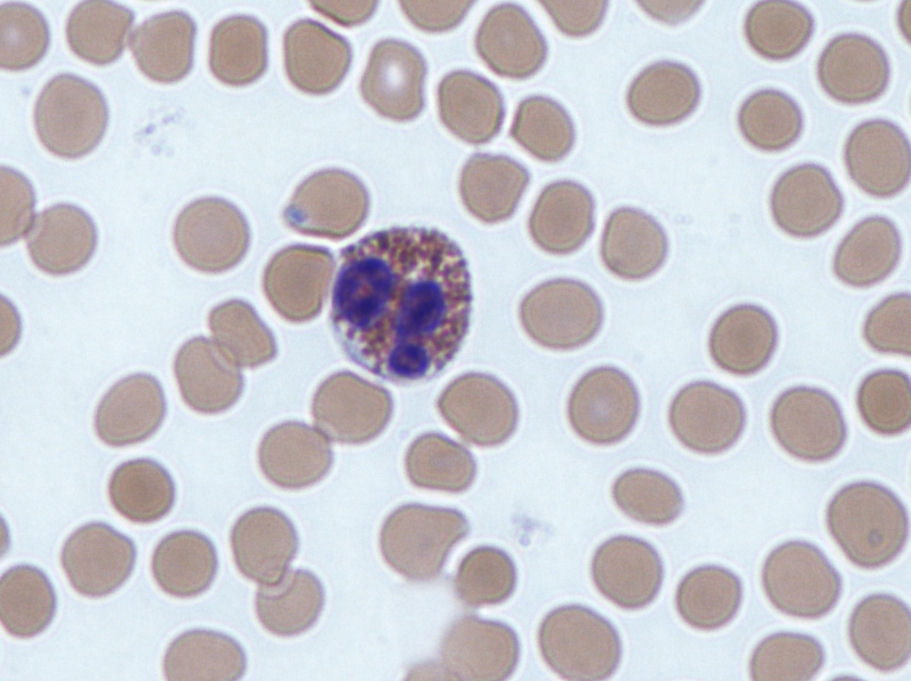
外周血的嗜酸性粒細胞(吉姆萨染液)
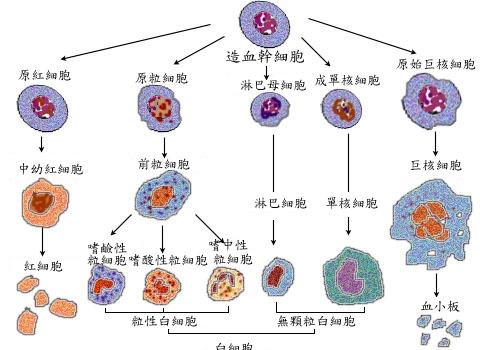
血細胞系
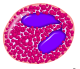
嗜酸性粒細胞

## 外部連結
- eMedicine Dictionary上的eosinophilic+leukocyte
- Histology at ucsf.eduArchive.today的存檔，存档日期2012-12-15
- "What is an eosinophil?" at the Cincinnati Center for Eosinophilic Disorders（页面存档备份，存于）